# Рис ап Оуайн
Рис ап Оуайн — король Дехейбарта в 1072—1078 гг.
Рис был сыном Оуайна ап Эдвина по линии Хивела ап Каделла, член династии Диневур. Вступил на престол в 1072 году после своего брата, Маредида ап Оуайна ап Эдвина. Был причастен к убийству Бледина ап Кинвина в 1075 году.
В 1078 году побеждён Трахайарном ап Карадогом, который наследовал Гвинед после Бледина ап Кинвина. В том же году Рис и его брат Хивел, были убиты Карадогом ап Грифидом. Его поражение и смерть были провозглашены в истории как «месть за кровь Бледина ап Кинвина».
После смерти Риса ап Оуайна королём Дехейбарта стал Рис ап Теудур.